# علي أبو الراغب
{{صندوق معلومات شخص
| الصورة = Ali Abu Al-Ragheb portrait.jpg
علي أبو الراغب رئيس وزراء الأردن من عام 2000 إلى عام 2003. ولد أبو الراغب في عمان عام 1946. ويحمل شهادة البكالوريوس في الهندسة المدنية، حصل عليها عام 1967 من جامعة تينيسي في الولايات المتحدة الأمريكية. من مواليد عام 1946 م. إضافة لتشكليه ثلاث حكومات أردنية متتالية. تولّى عدة مناصب كان من أبرزها عضوًا لمجلس النواب الأردني. يُذكر أن حكومات أبو الراغب الثلاث عُرفت بكثرة إصدارها للقوانين المؤقتة آنذاك.

## الوظائف
- عضو في مجلس أمانة عمان الكبرى
- عضو في مجلس إدارة جمعية رجال الأعمال
- عضو في مجلس النواب الأردني الثالث عشر
- رئيس اللجنة المالية والاقتصادية في مجلس النواب الثالث عشر
- عضو في لجنة الطاقة والثروة المعدنية في مجلس النواب الثالث عشر
- مدير المشاريع في وزارة الشؤون البلدية والقروية والبيئة
- مدير لهندسة بلديات محافظة العاصمة
- مدير وشريك في شركة مقاولات أردنية (الشركة الوطنية للهندسة والمقاولات)
- نقيب المقاولين
- عضو المجلس الاقتصادي الاستشاري
- رئيس اللجنة المكلفة لإقامة المنطقة الاقتصادية الخاصة في مدينة العقبة
- رئيس مجلس أمناء جامعة العقبة للعلوم الطبية (2023 -)[2]

## الأوسمة
- وسام الكوكب من الدرجة الأولى
- وسام النهضة من الدرجة الأولى

| سلفه: عبد الرؤوف الروابدة | علي أبو الراغب 24 نوفمبر 2003- | خلفه: فيصل الفايز |